# Mikes Kelemen (író)
Zágoni Mikes Kelemen (Zágon, 1690. augusztus – Rodostó, 1761. október 2.) magyar író, műfordító, II. Rákóczi Ferenc íródeákja, kamarása, aki elkísérte a fejedelmet Lengyelországba, Franciaországba és az Oszmán Birodalomba, és haláláig kitartott mellette, illetve később emléke mellett is. A magyar irodalomban a rokokó mestereként, a magyar széppróza megteremtőjeként tartják számon. Írásművészetére egyrészt a barokk nemesi irodalom, másrészt francia műveltsége hatott. Fő műve a Törökországi levelek című gyűjtemény, amely az emigráció mindennapjait írta le, kiegészítve Mikes olvasmányaiból szerzett történelmi, vallás- és művelődéstörténeti adatokkal; ezen kívül számos francia vallási, egyháztörténeti, pedagógiai művet fordított le. Művei életében nem jelentek meg.
Szerb Antal méltatása szerint „Benne teljesedik ki az erdélyi szellem önmaga felé forduló, magát tanulmányozó iránya, az individualista Erdély legfőbb irodalmi mondanivalója, és mély vallásosságnak meg széles humánumnak az a szintézise, ami szintén erdélyi hagyomány volt Dávid Ferenc óta.”

## Élete

### Családja és fiatalkora
Szülei a református köznemes Mikes Pál és Torma Éva voltak. Röviddel születése után, 1690. szeptemberben apja, aki Thököly Imre híve volt, részt vett egy kuruc csapat zágoni rajtaütésében, amelynek során a helyi Jankó család több tagját megölték. Mikes Pál Constantin Brâncoveanu havasalföldi fejedelem közreműködésével osztrák fogságba került, megkínozták és kivégezték, birtokait pedig elkobozták. Így Mikes Kelemen apa nélkül nőtt fel; gyermekkorát Zágonban, illetve rokoni körben Abafáján, Fiatfalván, illetve a zabolai Mikes-kúriában töltötte. Kálvinista elemi iskolába járt, de ennek helye nem ismert.
1696-1697 körül özvegyen maradt édesanyja férjhez ment kövesdi Boér Ferenchez; házasságukból született Mikes Kelemen féltestvére, Boér József, aki utóbb felvette a Huszár nevet. A mostohaapa hatására 1701 húsvétján édesanyjával együtt katolikus hitre tért át. Boér Ferenc közbenjárására visszakapta édesapja birtokait, amelyet mostohaapja gyámként igazgatott. 1700 és 1707 között a jezsuiták kolozsvári kollégiumában tanult; itt szerzett klasszikus latin irodalmi műveltsége később visszaköszönt leveleiben és műfordításaiban. 1702-ben egy latin nyelvű iskoladráma, A tisztelet házassága, avagy Korvin Mátyás fogolyból Csehország királyának a veje lesz előadásán Podjebrád Katalint, Hunyadi Mátyás leendő feleségét alakította.

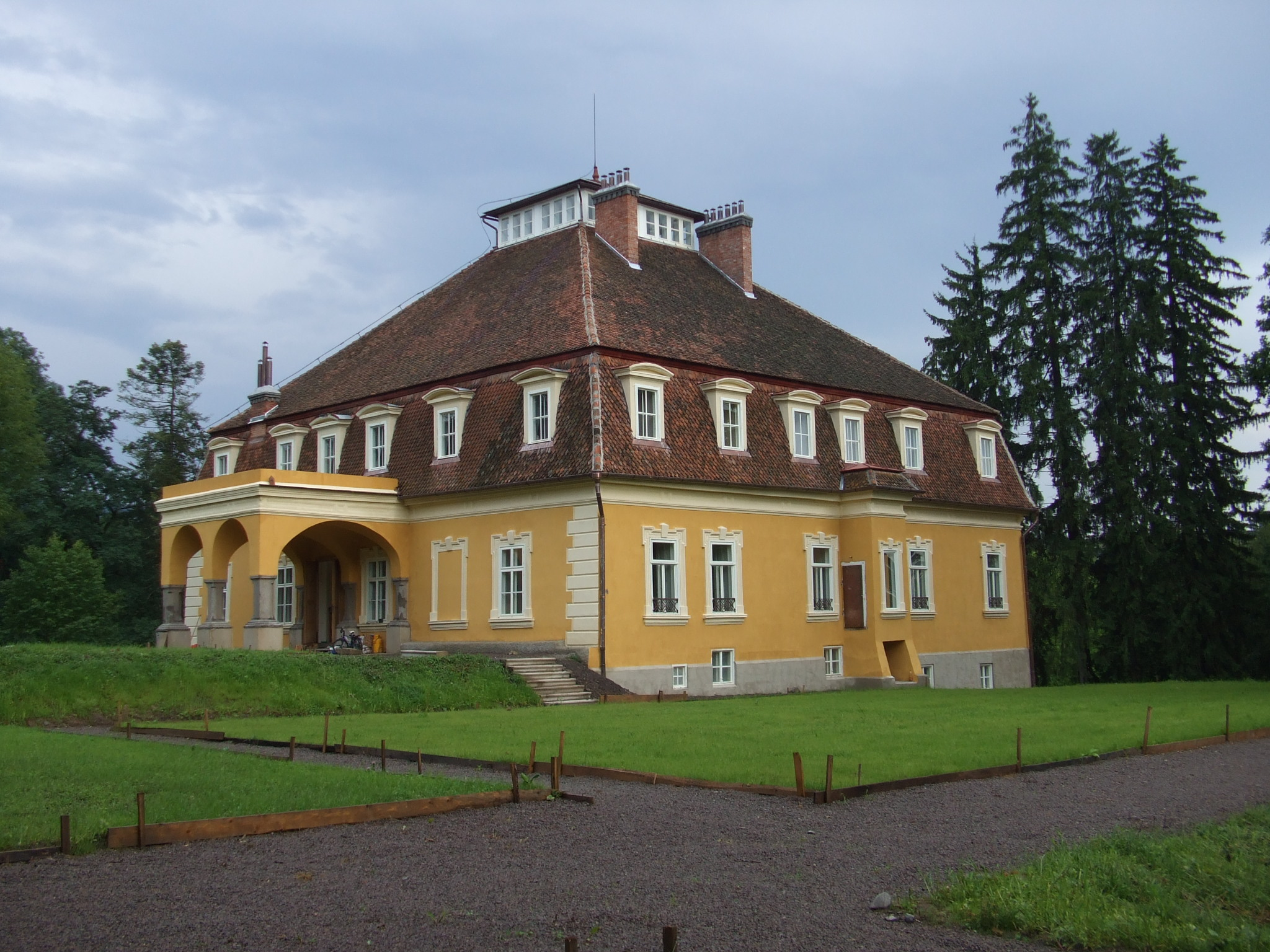
A zabolai Mikes-kúria
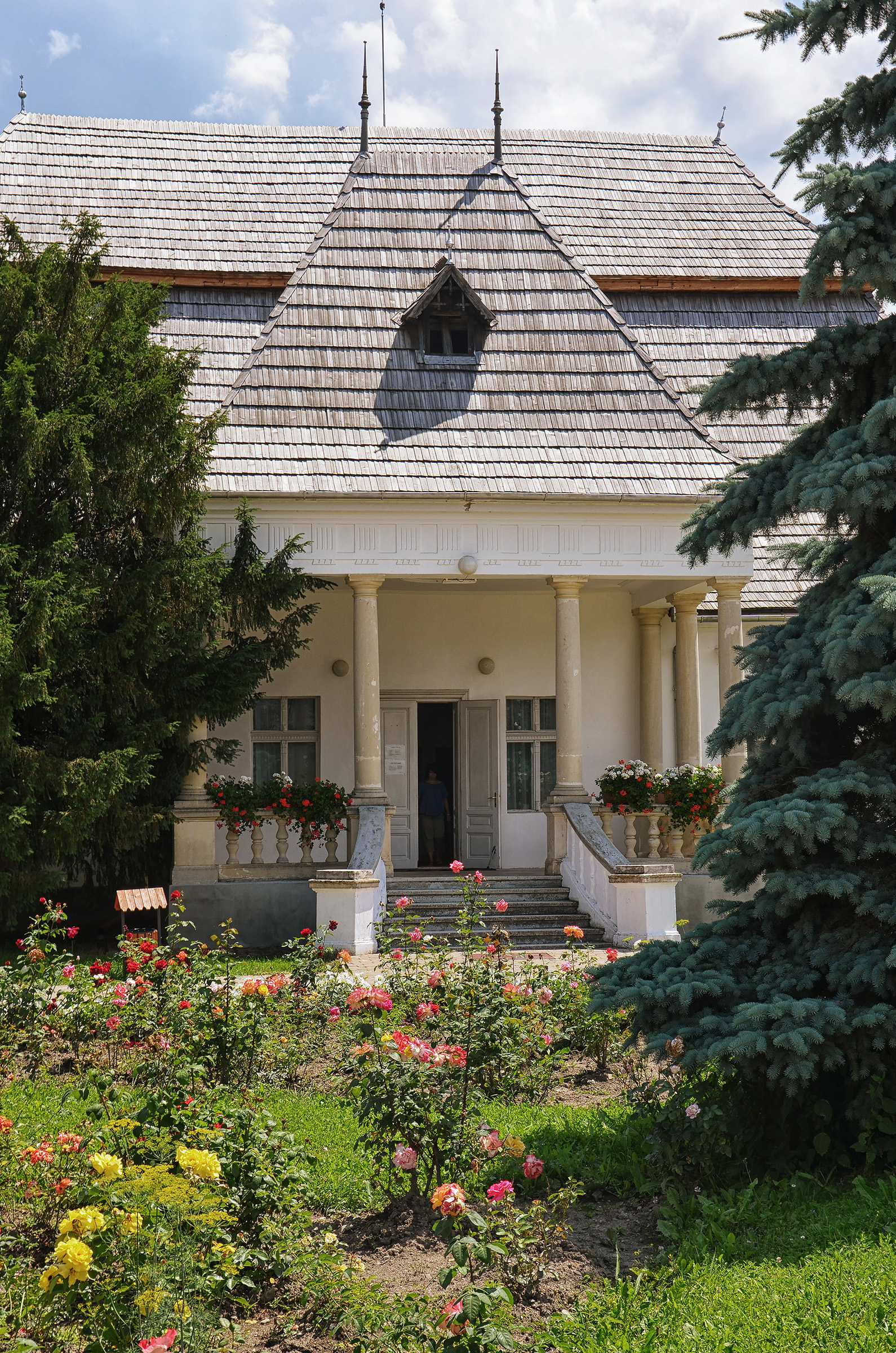
A zágoni Mikes–Szentkereszty-kúria
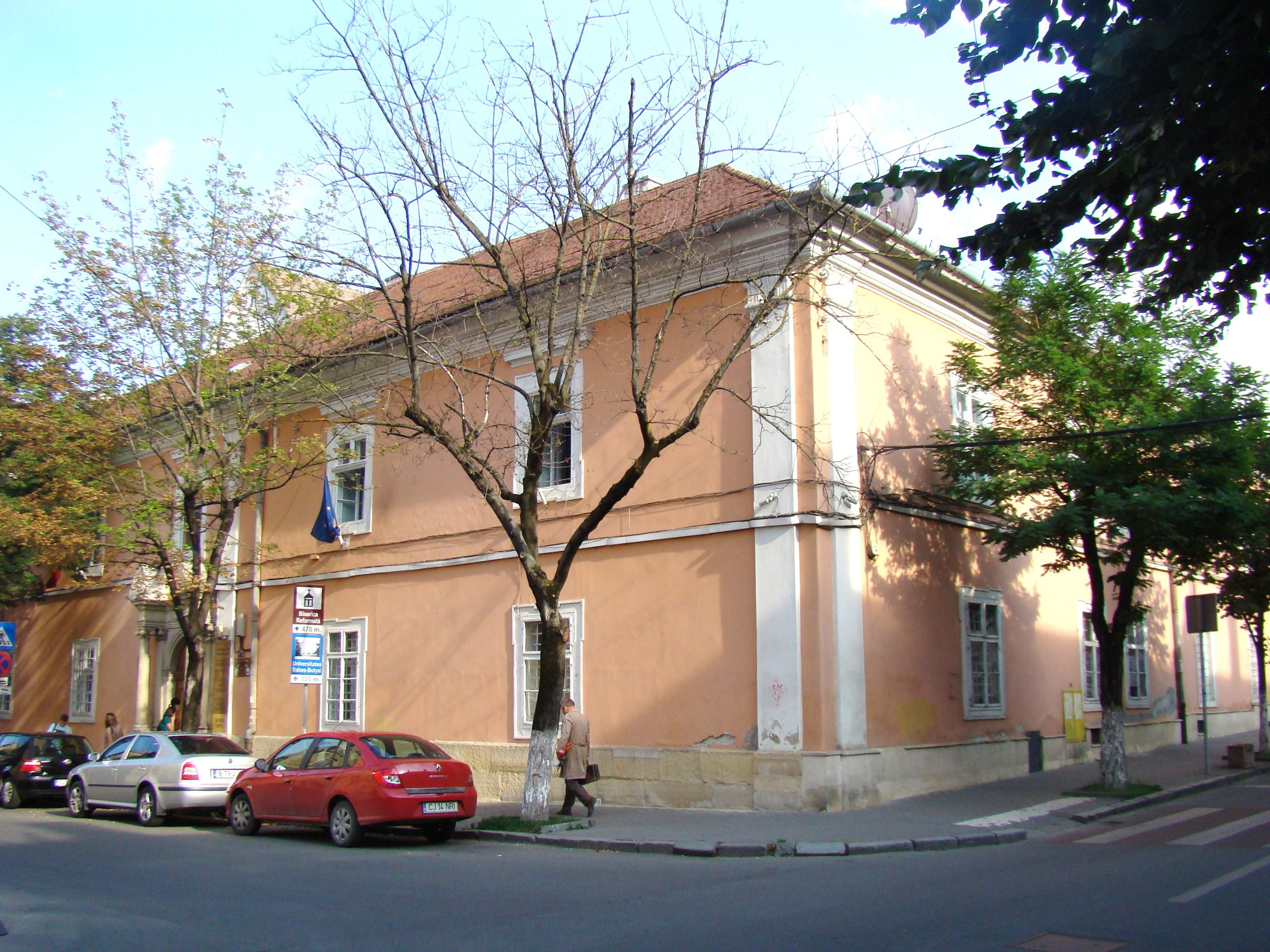
A kolozsvári jezsuita konviktus

### Rákóczi szolgálatában
1707 körül iskolai tanulmányait félbeszakítva oldalági nagybátyja, gróf Mikes Mihály ajánlására, anyja „híre és akarata” ellenére II. Rákóczi Ferenc „belső inasa” (apródja) lett. 1709 újévétől „bejáróvá”, azaz palotaapróddá lépett elő; később belső kamarás lett. Ebben a minőségében feltehetőleg Rákóczi udvartartásával együtt jelen lehetett olyan eseményeknél, mint az ónodi országgyűlés, a sárospataki országgyűlés vagy a trencséni csata. (Bár néhány szakirodalmi említés szerint tagja lett a Rákóczi által 1707. április 24-én megalakított Nemes Ifjak Társaságának, ez azonban tévedés. A Társaság tagnévsorát ismerjük, a fejedelem a "Nemesi Compania" tagjaiból kívánta kinevelni hadseregének jövendő tisztikarát, de Mikes sosem volt katona.)
1711-ben, amikor Rákóczi Lengyelországba indult, hogy I. Péter orosz cár támogatását kérje a szabadságharchoz, Mikes ott volt a kis számú kíséretben. Miután a fejedelem nem kapta meg a remélt segítséget, és életét a bécsi udvar által megbízott bérgyilkosok fenyegették, 1712 novemberében hajón útnak indult Franciaország felé három belső embere, Mikes Kelemen, Szathmáry Király Ádám és Kisfaludy Boldizsár társaságában. Veszélyektől nem mentes utazás után 1713. február 13-án érkeztek Franciaországba, ahol Rákóczi XIV. Lajos oltalma alatt állt egészen 1717-ig. Párizsban Rákóczi jóvoltából a kíséretében levő ifjak nyelvet, matematikát, földrajzot, történelmet tanulhattak, illetve színházba, opera-balett előadásra, hangversenyre és udvari bálokra jártak. Így került Mikes kapcsolatba a francia kultúrával és irodalommal, amelyek hatása későbbi műveiben vált nyilvánvalóvá.
Miután 1714. március 17-én Franciaország és Ausztria megkötötték a rastatti békét, Rákóczi visszavonult az aktív politikától, és 1715. áprilisban Grosbois kamalduli kolostorában bérelt házat, és Dangeau márki naplója szerint „itt örökös penitenciát tartott, éppoly szigorút, mint őszintét.” Rákóczi janzenizmusa Mikesre sem maradt hatás nélkül. Mivel az osztrákok folyamatosan kérték Rákóczi kiadatását, illetve kiutasítását, és egy spanyol–osztrák háború veszélye is fennállt, a fejedelem elfogadva III. Ahmed szultán meghívását 1717 szeptemberében Törökországba indult. Közben 1717. január 25-én Mikes Kelement távollétében az országgyűlés fő- és jószágvesztésre ítélte, hiába próbálta otthon mostohaapja és féltestvére kimenteni.

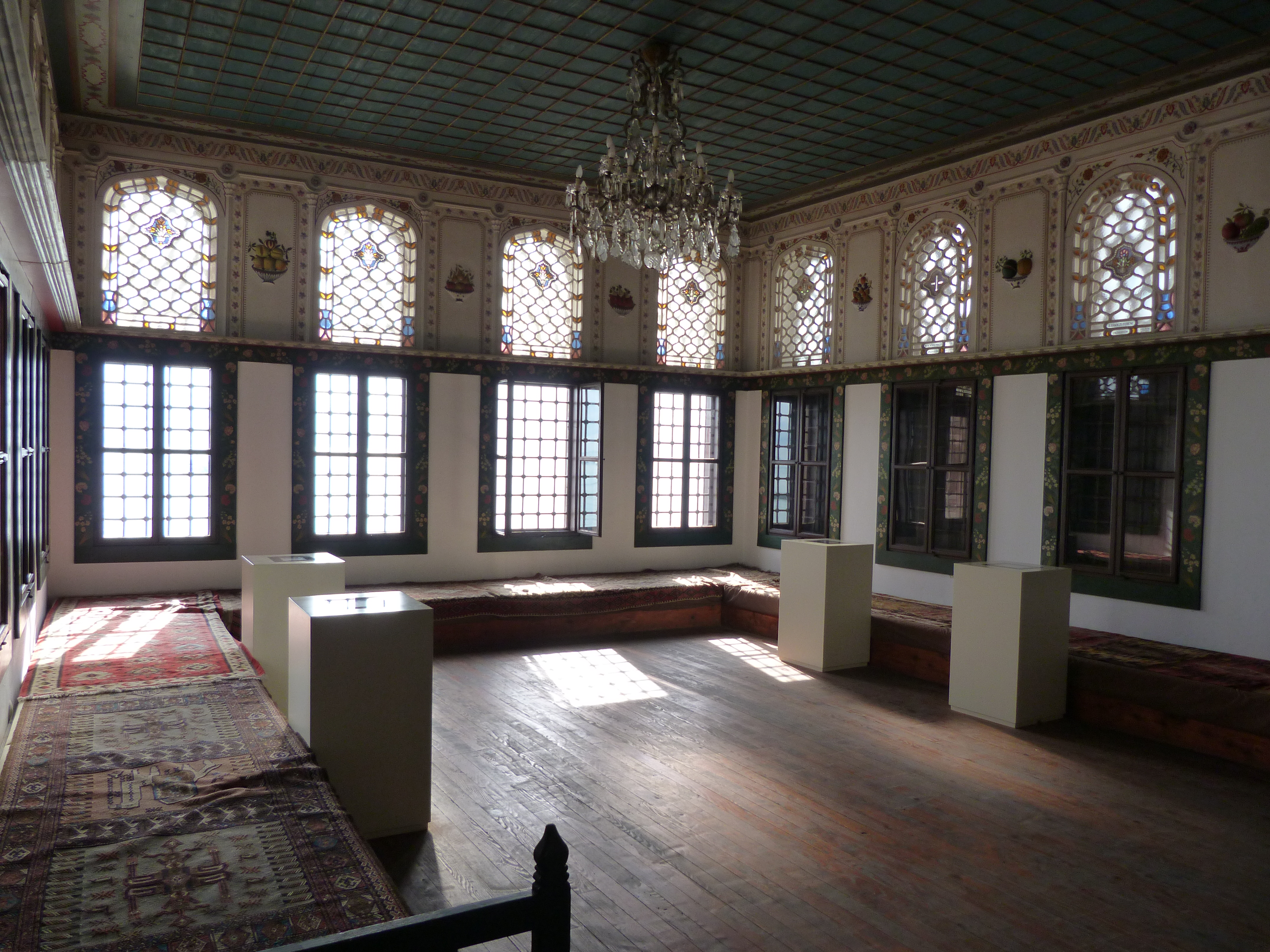
A fejedelem ebédlőháza Rodostóban

1717. október 10-én kötöttek ki Törökországban, Geliboluban (Gallipoli félsziget). A bujdosók az európai események alakulásától, a török háborútól, a francia szövetségtől azt várták, hogy szabadítókként térhessenek haza. Meg is jelentek a szultán drinápolyi táborában, de a háború kedvezőtlenül folyt a törökökre nézve, s az 1718 nyarán 24 évre megkötött pozsareváci béke meghozta nekik az első kiábrándulást. A török szultán nem vállalta ugyan a kuruc bujdosók kiadását, de azt elfogadta, hogy az Ausztriával határos területektől minél távolabb kell lakniuk. Augusztus 24-étől szeptember 21-éig a Boszporusz partján fekvő Büyükdere faluban (Mikesnél Bujukdere), azután pedig Yeniköyben (Jenikő) szállt meg Rákóczi híveivel, ahonnét ellátogattak Konstantinápolyba; sátoroztak az ázsiai parton is Bekhorban. 1718 szeptembere és 1720 áprilisa között Mikes jó kapcsolatot ápolt Jean-Louis d'Usson Bonnac márki francia követtel; a kutatók elképzelhetőnek tartják, hogy Bonnac márki feleségének a hatására kezdte el írni leveleit. Végül 1720 tavaszán a Porta Rodostót tűzte ki, a Márvány-tenger partján bujdosóink végleges szállásául, ahová április 24-én érkeztek meg.

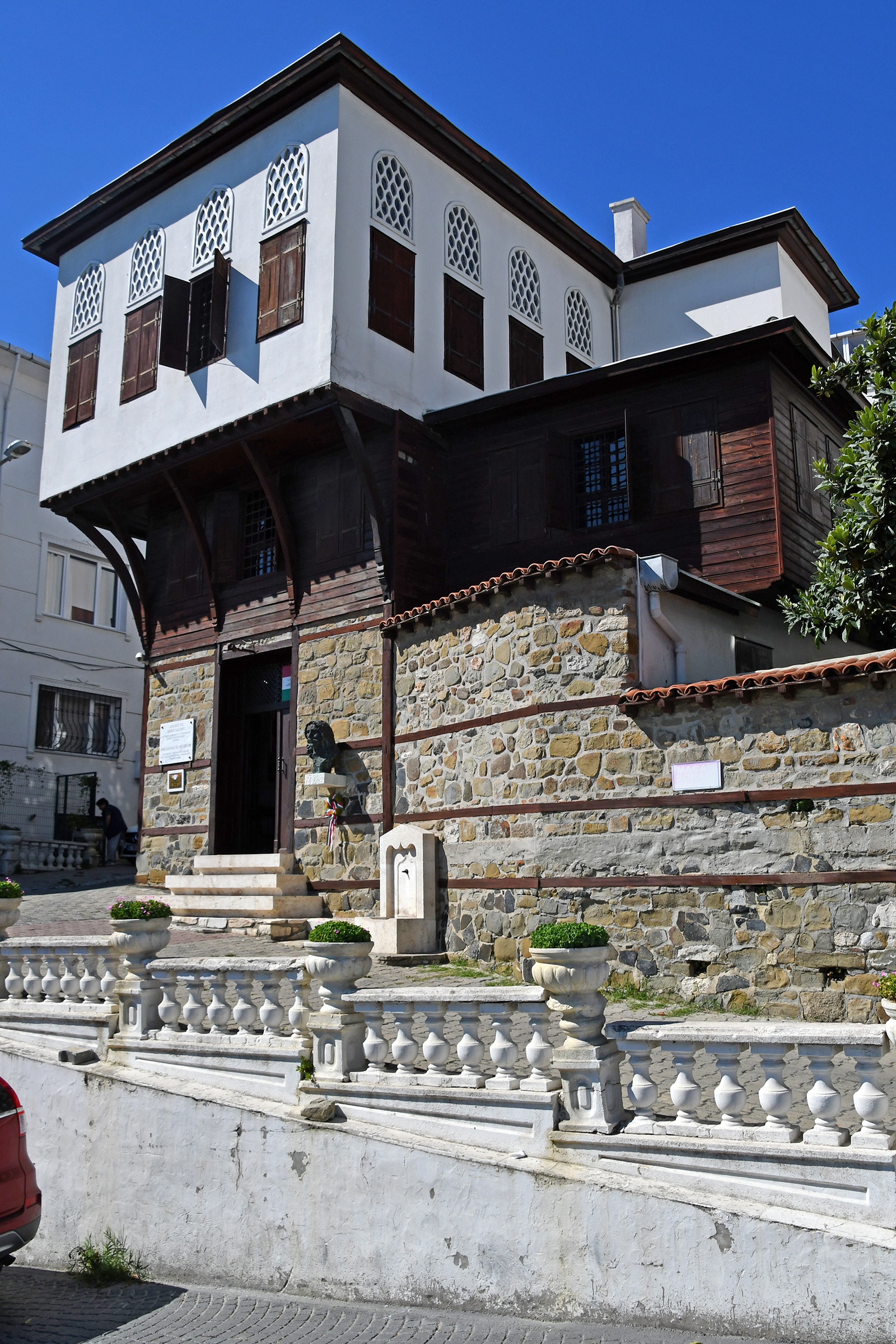
A rodostói emigráció ebédlőháza, ma Rákóczi Múzeum

Másodjára is megözvegyült anyja az 1720-as évek elején Károlyi Sándorhoz folyamodott, hogy elérje fia hazatérését; Mikes azonban nem volt hajlandó kegyelmet kérni, mivel nem akarta elhagyni az öregedő fejedelmet. A hontalanság eleinte tűrhetőbb volt; a (Mikes szavaival) „klastromi rendtartás” mellett is, melyet a fejedelem a magyar kolóniában megkövetelt, hangosabb volt az élet, amíg többen voltak. Némi társas életről is lehetett szó, míg asszonyok is voltak a száműzöttek közt, néhány előkelőbb bujdosó felesége. Mikes szerette volna Kőszeghy Pál Zsuzsi nevű lányát feleségül venni, a vonzalom kölcsönösnek tűnt, de a lány 1723-ban az özvegyen maradt idős Bercsényi Miklóst választotta, amikor pedig férje meghalt, 1726-ban Lengyelországba költözött.
1724-től kezdve Mikes könyvírással, francia vallási és szépirodalmi művek átdolgozásával foglalta el magát. 1728-ban meghalt Mikes édesanyja. Az 1730-as években az emigránsok között az összezártság és tehetetlenség miatt sokasodtak a feszültségek, Rákóczi személye és tekintélye azonban összetartotta őket. Rákóczi a törökországi tartózkodása idején nem törődött bele a bukásba: egy 1732-ben kelt jelentés szerint Rákóczi ekkoriban azt tervezte, hogy Moldvában, az erdélyi határ közelében vásárol birtokot, és ott új hadsereget épít ki; a birtok élére Mikes Kelement szánta. A fejedelem 1735 nagypéntekén bekövetkezett halála súlyos csapásként érte Mikest, ugyanakkor számos feladatot is jelentett számára: Rákóczi rendelkezése szerint Sibrik Miklós és Mikes lettek végakaratának végrehajtói, és ők vették át a kolónia vezetését. A hagyatékot kezelő Mikesnek számos alaptalan gyanúsítást kellett elszenvednie társaitól, többek között neki tulajdonították azt is, hogy a szultán csökkentette tartásdíjukat.

### A fejedelem halála után
Mikes eleinte nagy várakozással tekintett Rákóczi Józsefre, aki 1738-ban hadjáratot indított a szultán támogatásával. A török uralkodó 1736-ban belépett az orosz–osztrák háborúba, és elismerte Rákóczi jogát az Erdélyi Fejedelemségre, cserében kötelezte a háborúban való részvételre. Mikes részt vett ugyan a hadjáratban, de szkeptikusan tekintett rá, és féltette Erdélyt a török fosztogatástól, és az ifjabb Rákócziban is csalódnia kellett. 1738. november 10-én Rákóczi József is meghalt, ezt követően 1739 nyarán a Porta – eddig ismeretlen megbízatással – Moldvába küldte Mikest. Június 5-én hagyta el Csernavodát, és Bukarestbe utazott, ahol Constantin Mavrocordat fejedelem nagy megbecsüléssel fogadta. Útját Foksányon keresztül Jászvásárig folytatta, ahol II. Grigore Ghica fejedelemmel találkozott. Szeptemberben a kozák csapatok közeledtére Bukarestbe utazott, ahol lázzal küzdve betegeskedte át a telet, majd visszatért Rodostóba.
III. Károly király 1740-ben bekövetkezett halála után Mikes érdeklődött a hazatérés lehetőségei felől a törökországi osztrák követnél, de elutasító választ kapott. A legtöbb életrajz szerint maga Mária Terézia utasította el a törökországi emigránsok folyamodványát az „Ex Turcia non est redemptio!” (Törökországból nincs megváltás!) szavakkal, de ilyen okirat nem került elő a levéltárakból, és Mikes féltestvérének küldött levelei is valószínűtlenné teszik ezt a változatot. Ezt követően Mikes hívő ember beletörődésével tűrte sorsát. 1753–54-ben látásának megromlására panaszkodott, de 1754 novemberi levele szerint szeme „minden orvosság nélkül, csak az Isten kegyelméből” rendbe jött. Egymás után temette el bujdosó társait, míg 1758. október 22-étől, Zay Zsigmond báró halála után egyedül maradt Rákóczi Ferenc eredeti kíséretéből, és a szultán őt nevezte ki a rodostói magyarok vezetőjének, ami egyúttal tábornoki címet is jelentett. A kinevezéssel megemelkedett a havi ellátmánya, így viszonylagos anyagi jólétben élhetett. 1759-ben engedélyt kapott, hogy levelet írjon unokaöccsének, gróf Mikes Istvánnak és féltestvérének, báró Huszár Józsefnek, akivel meleg hangú levelezést folytattak, és könyveiből is küldött neki. Mikes Kelemen 1761. október 2-án, 71 éves korában halt meg, pestisben.

## Munkássága

### Törökországi levelek

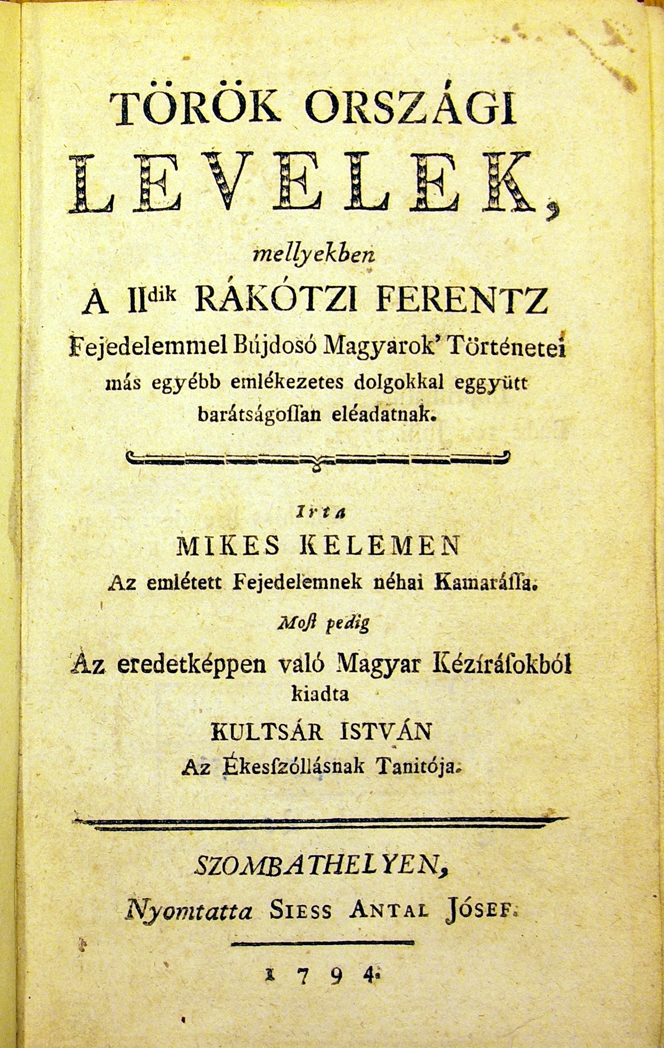
A levelek 1794-es kiadásának címlapja

Legismertebb műve a Törökországi levelek, egy 207 fiktív levélből álló gyűjtemény, melyek közül az első 1717. október 10-én, az utolsó 1758. december 20-án kelt. A levél írója a bujdosó Mikes Kelemen, címzettje a Konstantinápoly mellett lakó kitalált P. E. grófné. Mikes Franciaországban megismerkedett a francia klasszicista levél műfajával, feltehetőleg olvasta Roger Rabutin de Bussy és unokatestvére, Madame de Sévigné levelezését is, ami hatással volt saját műfajának megválasztására. A levelek leírják a száműzöttek mindennapjait, ugyanakkor számos történelmi, kortörténeti adalék is szerepel bennük. A kézirat Magyarországra kerülésének módja nem tisztázott, az idők folyamán két feltételezés látott napvilágot: Toldy Ferenc és a legújabb kutatások szerint Bercsényi egyik tisztjének a fia hozta az iratokat Szombathelyre, míg Thaly Kálmán és Hopp Lajos úgy véli, hogy az írás Rákóczi egyik szolgájától került Bécsbe. A gyűjtemény első kiadását Kultsár István jelentette meg 1794-ben, utána számos ízben jelent meg.
A levelekbe szőtt anekdotákhoz, érdekességekhez számos forrást felhasznált a Bibliától kezdve reneszánsz novellásköteteken át (Boccaccio, Matteo Bandello, Navarrai Margit) a kortárs francia irodalomig. A mű stílusát a társalgáshoz hasonló könnyedség, játékosság, nyájasság, szemléletesség, humor és irónia jellemzik.
Szerb Antal szerint Mikes Kelemen levelei „a lélektörténet új fejezetét kezdik a magyar irodalomban: a zordonan vallásos és izzóan heroikus lelkek után ő vezeti be a humánum korát.”

### Fordításai
Mikes mintegy hatezer kéziratoldalnyi francia szöveget, tizenkét művet fordított le 1720-tól kezdődően. A főleg vallási, illetve egyháztörténeti tárgyú könyvek részben Mikes korábbi olvasmányaiból, részben Rákóczi könyvtárából származtak. A francia klasszicista szövegek magyarra fordítása komoly erőfeszítést jelentett Mikes számára, aki – az utókorral ellentétben – az ilyen jellegű munkáját többre tartotta, mint leveleit. Munkájára igényes fordító volt, folyamatosan javította kéziratait a mind pontosabb és természetesebb fogalmazás érdekében. Kivételt jelent a fordítások sorában az egyedüli szépirodalmi mű, Madame de Gomez Journées amusantes című novellagyűjteményéből készült válogatása, ahol a kerettörténetet erdélyi viszonyokra adaptálta, és az egyes novellákat is inkább átdolgozta, mintsem fordította.
Fordításainak listája:
- Charles Gobinet: Az Iffiaknak kalauzza az Isten uttyában (1724); másodszor is lefordította Az Ifjak Kalauza Keresztyéni Ajtatosságban címmel (1751)
- François Perdoulx: Az Épistoláknak és Az Evangéliumoknak Esztendő által valo vasárnapokra és leg fővebb Innepekre rendeltetett, Kérdésekkel és Feleletekkel valo Magyarázattya (1741)[18]
- François-Aimé Pouget(wd): Catechismus Formájára valo közönséges Oktatások, A Mellyek rövideden két szakaszban meg magyaráztatnak, a Szent Irásokbol… Az Anyaszentegyháznak rend tartási es szokási (1744)
- Madame de Gomez: Mulatságos napok (1745); a nyolckötetes regényciklusból egy kötetnyi novella átdolgozása
- Benoît van Haeften(wd): A Keresztnek királyi úttya (1747)
- Étienne-François Vernage: Keresztényi Gondolatok, Mellyek a Szent Irásokbol és a Szent Atyák irásibol vannak ki szedegetve. A holnapnak minden napjaira (1747); a kéziratos kötet függelékében megtalálható a Salve Regina és az Ave Maria Stella magyar nyelvű szövege
- Nicolas Letourneux(wd): A Kristus Jésus Életének Historiaja (1748)
- Nicolas de Mélicques: A Valoságos keresztényeknek Tüköre (1749)
- Claude Fleury: Az Izraéliták Szokásáról (1750)
- Claude Fleury: A Keresztényeknek Szokásiról való beszélgetés (1750)
- Antoine de Courtin(wd): Az idő Jóll el Töltésének Módgya Minden féle rendben (1751)
- Augustin Calmet(wd): A Sidók és az uj Testámentumnak Historiája (1754)

### Misszilis levelei
A konstantinápolyi osztrák követ 1758. december 20. és 1759. január 5. között engedélyt adott Mikesnek, hogy levelet írjon rokonainak, ekkor abbahagyta a fiktív levelek írását. A valóban elküldött, azaz misszilis levelei az életszemléletet, tartalmat és stílust illetően hasonlóak az ezt megelőzően keletkezett Törökországi levelekhez, ezért az irodalomtörténet Mikes írói munkásságához számítja ezeket is.

## Műveinek kritikai kiadása (MTA Irodalomtudományi Intézete, 1966–1988)
Mikes Kelemen összes művei; szerk., sajtó alá rend. Hopp Lajos; Akadémiai, Bp., 1966–1988
- Törökországi levelek és misszilis levelek; 1966
- Épistolák; 1967
- Mulatságos napok és más fordítások; 1970
- Charles Gobinet: Az ifjak kalauza; ford. Mikes Kelemen; 1974
- Catechismus formájára való közönséges oktatások, 1-2.; ford. Mikes Kelemen; 1986
- Az idő jól eltöltésének módja és más keltezetlen fordítások; 1988

## Emlékezete
A Törökországi levelek 1794-es megjelenését követően a felvilágosodás és a reformkor magyar költői teljesen átvették a Mikes által rajzolt Rákóczi-képet; a Bach-korszakban pedig a bujdosásban kitartó Mikes alakja politikai szimbólummá vált. Az íróról alkotott 19. századi romantikus felfogástól a Nyugat tért el először: a folyóirat címlapjára kerülő Mikes-plakett már „írás gyönyörűségét önmagáért is élvező új írói szerepfelfogást” örökítette meg. 
Vörösmarty Mihály 1826-ban megjelent verse (Mikes búja) óta számos költemény, regény, dráma és elbeszélés állít emléket az írónak. Noha a kolozsvári Szépművészeti Múzeum raktárában található legkorábbi ismert Mikes-portré az 1910-es évek óta nem szerepelt nyilvános kiállításon, széles körben ismertté vált. Az író képzőművészeti ábrázolásai technikai és műfaji szempontból egyaránt igen változatosak.
Az író születésének 300. évfordulója 1990-ben, illetve halálának 250. évfordulója 2011-ben alkalmat adott Mikes Kelemen emlékezetének felelevenítésére különböző rendezvények keretében. Több magyarországi és határon túli intézmény viseli Mikes Kelemen nevét, így többek között a sepsiszentgyörgyi Mikes Kelemen Elméleti Líceum és a salánki Mikes Kelemen Középiskola, valamint a battonyai Mikes Kelemen Katolikus Gimnázium és Technikum, Általános Iskola és Óvoda, és a tatabányai Mikes Kelemen Felnőtt és Ifjúsági Gimnázium, Szakközépiskola és Szakiskola

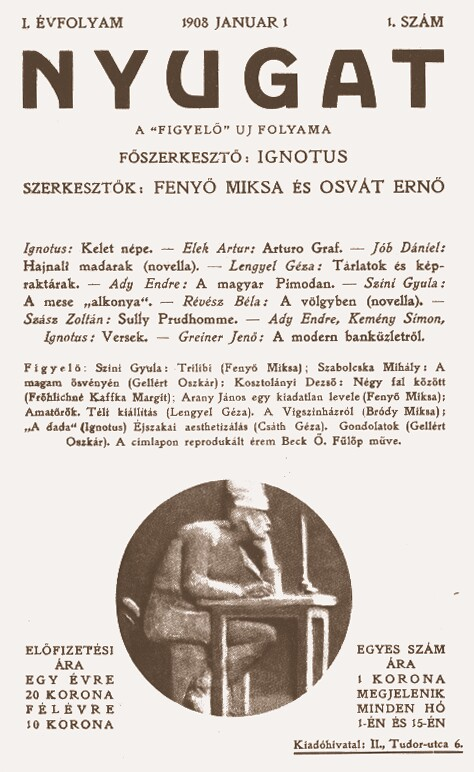
A Nyugat első címlapja, Beck Ö. Fülöp Mikes-érmével
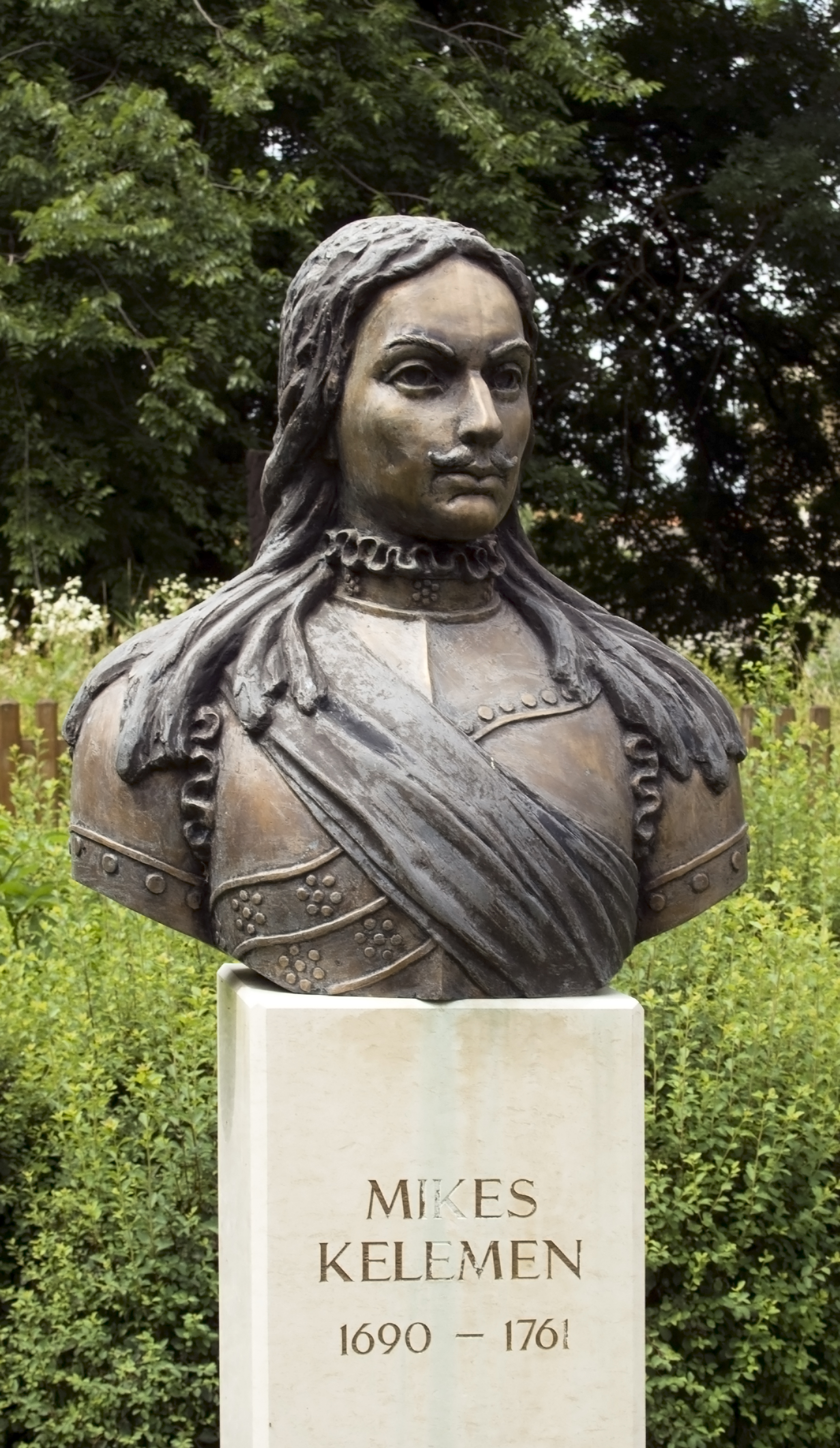
Mellszobra a vajai Vay Ádám Múzeum parkjában
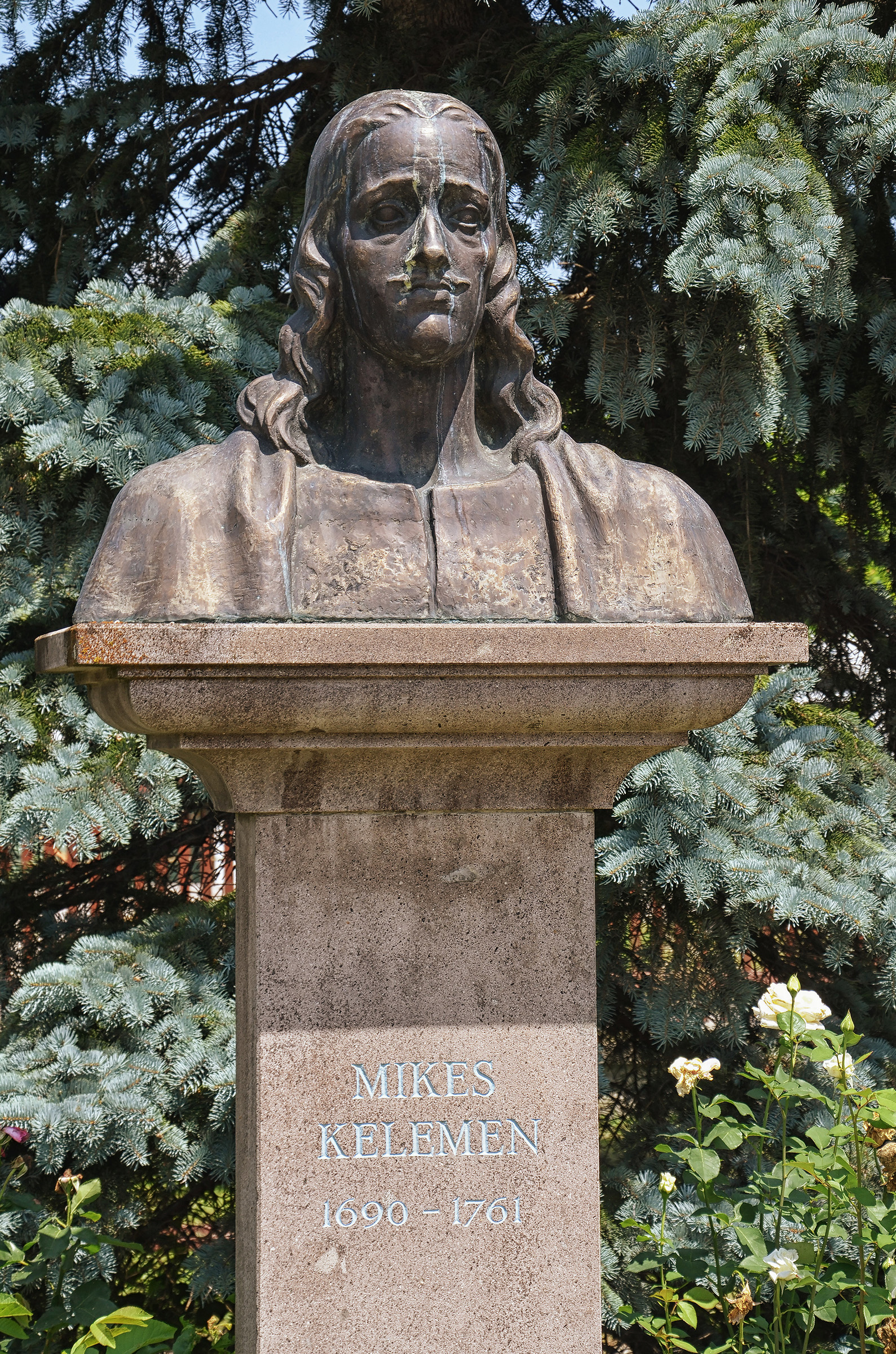
Mikes Kelemen mellszobra a zágoni Mikes–Szentkereszty-kúria parkjában